# غونار أندرسن (دراج)
غونار أندرسن (بالدنماركية: Gunnar Tycho Langhoff Andersen)‏ هو دراج دنماركي، ولد في 12 مايو 1911 في كوبنهاغن في الدنمارك، وتوفي في 13 نوفمبر 1981 في زيلاند في الدنمارك.

## وصلات خارجية
- غونار أندرسن على موقع أرشيف الدراجات (الإنجليزية)
- غونار أندرسن على موقع إحصائيات الدراجات الإحترافية (الإنجليزية)
- غونار أندرسن على موقع أوليمبيديا (الإنجليزية)